# ルイス・ヘッド
ルイス・ギブソン・ヘッド（Louis Gibson Head, 1990年4月23日 - ）は、アメリカ合衆国テキサス州ヒューストン出身のプロ野球選手（投手）。右投右打。

## 経歴

### プロ入りとインディアンス傘下時代
2012年のMLBドラフト18巡目（全体563位）でクリーブランド・インディアンスから指名され、プロ入り。契約後、傘下のA-級マホーニングバレー・スクラッパーズでプロデビュー。A級レイクカウンティ・キャプテンズでもプレーし、2球団合計で22試合に登板して2勝2敗3セーブ、防御率3.28、43奪三振を記録した。
2013年はA級レイクカウンティ、A+級カロライナ・マドキャッツ、AAA級コロンバス・クリッパーズでプレーし、3球団合計で47試合に登板して4勝4敗8セーブ、防御率2.48、66奪三振を記録した。
2014年はA+級カロライナとAA級アクロン・ラバーダックスでプレーし、2球団合計で46試合に登板して1勝4敗12セーブ、防御率2.70、73奪三振を記録した。オフにはアリゾナ・フォールリーグに参加し、ピオリア・ハベリーナズに所属した。
2015年はAA級アクロンでプレーし、47試合に登板して3勝3敗、防御率4.03、59奪三振を記録した。
2016年もAA級アクロンでプレーし、45試合に登板して2勝1敗6セーブ、防御率2.66、61奪三振を記録した。
2017年はAAA級コロンバスでプレーし、50試合に登板して3勝2敗7セーブ、防御率3.23、65奪三振を記録した。
2018年もAAA級コロンバスでプレーし、15試合に登板して1勝1敗、防御率12.64、20奪三振を記録した。8月2日に自由契約となった。

### ドジャース傘下時代
2019年2月23日にロサンゼルス・ドジャースとマイナー契約を結んだ。この年は傘下のルーキー級アリゾナリーグ・ドジャース（2球団）、AA級タルサ・ドリラーズ、AAA級オクラホマシティ・ドジャースでプレーし、4球団合計で22試合（先発4試合）に登板して3勝2敗1セーブ、防御率6.34、40奪三振を記録した。オフの11月4日にFAとなった。

### ドジャース傘下退団後
2020年2月27日にシアトル・マリナーズとマイナー契約を結んだが、この年は新型コロナウイルスの影響でマイナーリーグの試合が開催されなかったため、公式戦の登板は無かった。 5月27日に自由契約となった。

### レイズ時代
2021年2月12日にタンパベイ・レイズとマイナー契約を結び、スプリングトレーニングに招待選手として参加することになった。シーズンでは自身31回目の誕生日となる4月23日にメジャー契約を結んでアクティブ・ロースター入りし、25日のトロント・ブルージェイズ戦でメジャーデビュー。この年メジャーでは27試合（先発2試合）に登板して2勝0敗、防御率2.31、32奪三振を記録した。

### マーリンズ時代
2021年11月14日に後日発表選手または金銭とのトレードで、マイアミ・マーリンズへ移籍した。

### オリオールズ時代
2022年7月12日にウェイバー公示を経てボルチモア・オリオールズへ移籍した。レギュラーシーズン終了後の10月14日にDFAとなり、19日にマイナー契約で傘下のAAA級ノーフォーク・タイズへ配属された。その後、11月10日にFAとなった。

### フィリーズ傘下時代
2023年1月6日にフィラデルフィア・フィリーズとマイナー契約を結び、スプリングトレーニングに招待選手として参加することになった。

## 投球スタイル
93〜94mphを計測する速球と82〜84mphのスライダーを主体としている。速球の最速は、2021年に計測した95.6mph（約153.9km/h）である。

## 詳細情報

### 年度別投手成績
| 年 度    | 球 団    | 登 板 | 先 発 | 完 投 | 完 封 | 無 四 球 | 勝 利 | 敗 戦 | セ 丨 ブ | ホ 丨 ル ド | 勝 率 | 打 者 | 投 球 回 | 被 安 打 | 被 本 塁 打 | 与 四 球 | 敬 遠 | 与 死 球 | 奪 三 振 | 暴 投 | ボ 丨 ク | 失 点 | 自 責 点 | 防 御 率 | W H I P |
| -------- | -------- | ----- | ----- | ----- | ----- | -------- | ----- | ----- | -------- | ----------- | ----- | ----- | -------- | -------- | ----------- | -------- | ----- | -------- | -------- | ----- | -------- | ----- | -------- | -------- | ------- |
| 2021     | TB       | 27    | 2     | 0     | 0     | 0        | 2     | 0     | 0        | 0           | 1.000 | 134   | 35.0     | 21       | 2           | 9        | 0     | 3        | 32       | 1     | 0        | 10    | 9        | 2.31     | 0.86    |
| 2022     | MIA      | 23    | 0     | 0     | 0     | 0        | 0     | 0     | 1        | 1           | ----  | 111   | 23.2     | 26       | 4           | 11       | 1     | 4        | 23       | 1     | 0        | 19    | 19       | 7.23     | 1.56    |
| 2022     | BAL      | 5     | 0     | 0     | 0     | 0        | 0     | 0     | 0        | 0           | ----  | 27    | 5.0      | 6        | 0           | 4        | 0     | 1        | 3        | 1     | 0        | 1     | 1        | 1.80     | 2.00    |
| '22計    | BAL      | 28    | 0     | 0     | 0     | 0        | 0     | 0     | 1        | 1           | ----  | 138   | 28.2     | 32       | 4           | 15       | 1     | 5        | 26       | 2     | 0        | 20    | 20       | 6.28     | 1.64    |
| MLB：2年 | MLB：2年 | 55    | 2     | 0     | 0     | 0        | 2     | 0     | 1        | 1           | 1.000 | 272   | 63.2     | 53       | 6           | 24       | 1     | 8        | 58       | 3     | 0        | 30    | 29       | 4.10     | 1.21    |

- 2022年度シーズン終了時

### 年度別守備成績
| 年 度 | 球 団 | 投手（P） | 投手（P） | 投手（P） | 投手（P） | 投手（P） | 投手（P） |
| 年 度 | 球 団 | 試 合     | 刺 殺     | 補 殺     | 失 策     | 併 殺     | 守 備 率  |
| ----- | ----- | --------- | --------- | --------- | --------- | --------- | --------- |
| 2021  | TB    | 27        | 3         | 1         | 1         | 0         | .800      |
| 2022  | MIA   | 23        | 2         | 2         | 0         | 0         | 1.000     |
| 2022  | BAL   | 5         | 0         | 0         | 0         | 0         | ----      |
| '22計 | BAL   | 28        | 2         | 2         | 0         | 0         | 1.000     |
| MLB   | MLB   | 55        | 5         | 3         | 1         | 0         | .889      |

- 2022年度シーズン終了時

### 背番号
- 58（2021年）
- 38（2022年 - 同年途中）
- 60（2022年途中 - 同年終了）